# 高橋信
高橋 信（たかはし まこと、1月16日 - ）は、日本の男性声優。アトミックモンキー所属。神奈川県出身。

## 略歴
高校3年生の2学期、進路について色々と考えていた時期に、12月の頭くらいにレンタルビデオ店で見つけた小学校の頃に見ていたテレビアニメ『スレイヤーズ』のDVDを借りて見て、「なんかいいな」、「なりたい」と声優を目指そうと決めた。
東京アニメーションカレッジ専門学校声優学科卒業。当時は「声優になるにはどこで勉強すればいいか」と考えて、本屋で専門学校が一覧で掲載されていた本を見つけて、声優、アニメ関係のところに付箋を貼り、開いていたページに掲載されていたという。
その後、ホームページを見ていたところ設備もきれいで整っていたため、入学を決めて資料請求をしていた。その資料が届いたのが終業式の前日で、終業式が終わった後に締切間近だったため、担任の教師に連絡して調査書を用意して出願していたという。
声優事務所アトミックモンキー所属、ほぼ同期のアトモン第7世代（通称：アト7）4人を『atomic7』（岩崎諒太 , 三浦勝之 , 高橋信 , 田中文哉）2020/5/19〜ツイキャス配信

## 人物
趣味・特技はブラジル体操、カラオケ、一人旅。

## 出演
太字はメインキャラクター。

### テレビアニメ
2012年
- 新世界より（バケネズミ）
- ソードアート・オンライン（シルフ隊）

2014年
- オオカミ少女と黒王子（男子生徒、二組男子）
- まじもじるるも（柴木耕太）
- 魔弾の王と戦姫（騎士、侍従、兵士）

2015年
- トリアージX (蜂須賀康臣)
- 長門有希ちゃんの消失（テニス部員A）
- 七つの大罪（聖騎士C）

2016年
- OZMAFIA!!（ユーディ）
- 坂本ですが?（男子生徒）
- ドリフターズ（エルフ）
- 私がモテてどうすんだ（他校生）

2017年
- 覆面系ノイズ（男子生徒3、男性3）
- ナナマル サンバツ（樋口、運転手）

2018年
- りゅうおうのおしごと!（観客D）
- Caligula -カリギュラ-（遠山進、取り巻きA、男子生徒、記者）
- グラゼニ（小森、若手選手）
- ハイスコアガール（男子A）
- ゴブリンスレイヤー（ゴブリン）

2019年
- 盾の勇者の成り上がり（2019年 - 2025年、北村元康） - 4シリーズ
- 消滅都市（コウタ）
- 胡蝶綺 〜若き信長〜（佐々成政）
- ダンジョンに出会いを求めるのは間違っているだろうかII（伝令）
- ゾイドワイルド ZERO（2019年 - 2020年、歩兵C、兵士、発掘兵、市民、整備兵）
- どるふろ（2019年 - 2020年、バッテリー、男の人、男性指揮官） - 2シリーズ
- Fate/Grand Order -絶対魔獣戦線バビロニア-（ウルク兵士）

2020年
- カードファイト!! ヴァンガード（オペレーターA）
- 社長、バトルの時間です!（カップル、部下マジュー、戦士）
- あひるの空（観客）
- とある科学の超電磁砲T（男）

2022年
- 名探偵コナン（従業員、鑑識員）

2023年
- 老後に備えて異世界で8万枚の金貨を貯めます（村人、ならず者）
- デッドマウント・デスプレイ（兵士）
- ドラえもん（テレビ朝日版第2期）（2023年 - 2024年、青年、チンピラA、オウム、スタッフ）
- おとなりに銀河（島民）
- はめつのおうこく（近衛兵、看守、帝国兵、兵士、システム音声 他）
- シャドウバースF（職員）
- 16bitセンセーション ANOTHER LAYER（警備員D）

2024年
- 怪獣8号（受験生、隊員）
- 忘却バッテリー（栗田）
- ハズレ枠の【状態異常スキル】で最強になった俺がすべてを蹂躙するまで（多治見怜雄、廃棄者、食堂の客、アシント兵、リザードマン亜種 他）
- 鴨乃橋ロンの禁断推理（客）

### OVA
- まじもじるるも 完結編（2019年、柴木耕太[15]） - 原作第3部コミックス第9巻OAD付限定版

### Webアニメ
- 爆丸ジオガンライジング（2021年 - 2022年、ファルクロン[16]）
- 爆丸エボリューションズ（2022年 - 2023年、ファルクロン）

### ゲーム
2013年
- OZMAFIA!!（ユーディ）
- 剣が君（シグラギ）

2014年
- ソードアート・オンライン-ホロウ・フラグメント-
- 消滅都市（コウタ）

2016年
- 一血卍傑-ONLINE-（ベンケイ）
- 消滅都市2（コウタ）

2020年
- ソードアート・オンライン アリシゼーション リコリス

2021年
- 盾の勇者の成り上がり （北村元康）
- GUILTY GEAR -STRIVE-（ハッピーケイオス） - DLC追加キャラクター

2022年
- eBASEBALLパワフルプロ野球2022（生木盛生）
- モンスターストライク（ツァトゥグア）

### 吹き替え
- ウエスト・サイド・ストーリー（2022年、キケ〈ジュリアス・アンソニー・ルビオ〉[22]）

### ボイスドラマ
- VOMIC マイルノビッチ（池田）
  - この音とまれ!（不良）
- 槍の勇者のやり直し（北村元康） - コミカライズ第5巻特装版特別付録ドラマCD

### ラジオ
※はインターネット配信。
- &CAST!!!アワー ラブエール!（2019年 - 2020年、&CAST!!!※[23]）
- &CAST!!!アワー ラブテン!（2019年 - 2020年、超A&G+※、&CAST!!!※[24]）

### TVCM
- バンダイナムコゲームス（企業名読み上げ）

### 舞台
- 魔界転生（家来2段）

### イベント
- 仮面ライダービルド スペシャルイベント（2018年、ショッカー戦闘員・コンの声）

### シリーズ一覧
1. ↑  Season 1（2019年）、Season 2（2022年）、Season 3（2023年）、Season 4（2025年）
2. ↑  第1期『-癒し篇-』（2019年）、第2期『-狂乱篇-』（2020年）